# نادي بلدية المحلة
نادي بلدية المحلة أو نادي المحلة الكبرى الرياضي هو أحد أندية كرة القدم في مصر في مدينة المحلة الكبرى، تأسس عام 1931، الملعب الرئيسي للفريق هو ستاد المحلة.
لعب الفريق في الدوري المصري الممتاز موسم 2007/2008 إلَّا أنه هبط مرة أخرى في الموسم التالي للدوري المصري الدرجة الثانية، وحالياً صعد إلي الدوري المصري الممتاز بعد فترة طويلة ، ويبلغ أعضاء النادي حوالي 30.000 عضو.

## تأسيس النادي
يرجع الفضل في ظهور نادي بلدية المحلة إلى الوجود للبرنس إسماعيل داود الذي منحه الملك أحمد فؤاد الأول ضيعه كبيرة بناحية قرية محلة حسن مركز المحلة الكبرى، ولأن البرنس داود كان عاشقاً للرياضة بصفة عامة ولرياضة ألعاب القوى بصفة خاصة فقد شرع إلى تحويل المنتزه العام إلى ملعب رياضي يحوطه مضمار كبير لألعاب القوى.
العاب القوى ودورها في ظهور فكرة النادي:
حرص البرنس داود على التواجد بمدينة المحلة بشكل مستمر وتنظيم مسابقات في ألعاب القوى بين شباب المدينة وكان أبرزهم «محمد الهليس» ويعد من أبرز الرياضيين الذين ظهروا وتألقوا في العديد من البطولات الدولية، مما دفعه للتفكير في إنشاء نادٍ اجتماعي يكون نواة لهؤلاء الأبطال، وبالفعل بدأ بالاتصال بالملك «أحمد فؤاد» لعرض الأمر عليه.
الملك فؤاد الأول يخصص الأرض لإنشاء النادي:
أصدر الملك الأوامر لمجلس بلدية المحلة لتخصيص وشراء قطعة أرض بناء على طلب البرنس داود لإقامة وإنشاء ناد رياضي اجتماعي عليها أسوة بالنادي الملكي بالمنصورة ونادي فؤاد الأول بطنطا، كما تم تكليف أحمد المحلاوي للبحث عن قطعة أرض لإقامة النادي عليها ونجح المحلاوي في شراء ستة أفدنه 18 قيراط ليقوم جلالة الملك فؤاد الأول شخصياً وبرفقته الأمير فاروق بوضع حجر الأساس للنادي في أبريل 1931 وظل العمل على قدم وساق في مشروعات إنشاء مبنى النادي الاجتماعي وملاعب كرة السلة والتنس والذي استغرق العمل بها ست سنوات وتكلفة منشئاته في تلك الفترة 168 ألف جنيه.
تولى الملك فاروق الحكم رسمياً بعد وفاة والده وأصبح ملك على مصر عام 1937، وافتتح النادي رسميا في 16 ديسمبر عام 1937 وقد حضر الافتتاح مع الملك الأمير عباس حليم والأمير يوسف كمال والبرنس داود، وتم تغيير اسم النادي إلى «نادي الأمير فاروق للألعاب الرياضية»، وكان هذا اليوم بمثابة عيد لأهالي المحلة وخاصة أنها كانت المرة الثانية للملك فاروق التي يزور فيها المحلة.
الأميرالاي أحمد صالح أول رئيس معين للنادي:
ولأن الأندية في ذلك الوقت كانت تقع مسؤوليتها تحت إشراف مأموري المركز فقد تولى الأميرالاي أحمد صالح رئاسة النادي والذي كان اسمه في ذلك الوقت نادي الأمير فاروق للألعاب الرياضية وانحسر نشاط النادي في ثلاث ألعاب فقط هي : كرة السلة والتنس و ألعاب القوى، إلى جانب لعبة البولياردو والتي كانت تقتصر على باشوات النادي.
تغيير اسم النادي ليصبح بلدية المحلة:
بعد قيام الثورة عام 1952 تم تحويل اسم النادي إلى نادي بلدية المحلة استناداً إلى الجهة الإدارية التي كانت مسئولة عن نشاطه في ذلك الوقت وهو مجالس البلديات.

## رؤساء النادي
تعاقب على رئاسة النادي كلاً من حسن عادل وحسين قاعود مأموري المركز، وكانت أبرز الشخصيات التي لعبت دوراَ كبيرا في ازدهار النادي عبد الحي باشا خليل ونعمان باشا الأعصر ويوسف حمودي ومستر حنيكاتي مدير البنك الأهلي ومحمود سبله عضو مجلس النواب وعلى عبد الرحمن، وكان أبرزهم أحمد بيبرس رئيس النادي والذي وضع حداً لتدخل واستهتار الإنجليز داخل النادي.

### أول رئيس للنادي في عهد الثورة
كان عبد المجيد كريم رئيس مدينة المحلة هو أول رئيس لنادي البلدية في عهد الثورة وبعد وفاته تعاقب رؤساء المدينة على رئاسة النادي فجاء أحمد الحداد ومحمد يوسف نجيب ومصطفى شاهين وعبده الشناوي.

### انتقال تبعية النادي من مجالس البلدية إلى الشباب والرياضة
وكان الدكتور عزت خير هو آخر رئيس للبلدية من رؤساء حيث عمل على تحويله على الجهة المسؤولة التي تشرف عليه وضمه لكي يكون تحت إشراف المجلس الأعلى للشباب والرياضة، وكان الدكتور مصطفى خيري مدير مستشفى الأمراض الصدرية هو أول رئيس للنادي يتم تعيينه من قبل أعضاء الجمعية العمومية، تغيير اسم النادي ليصبح المحلة الكبرى الرياضي، وذلك في عهد الدكتور مصطفى خيري تم تغير اسم النادي ليصبح نادي المحلة الرياضي وهو الاسم الرسمي للنادي حالياً.

### أول رئيس منتخب للنادي
أما أول رئيس للنادي بالانتخابات فهو عماد خليل الذي تولى رئاسة النادي لفترتين متتاليين وشهد النادي في عهده صعود فريق كرة القدم لأول مره في تاريخ النادي للدوري الممتاز.

### التطوير الشامل ومحمود الشامي
وجاء بعده المهندس محمود عبد السميع الشامي رئيس النادي السابق عن دورة انتخابية ثانية , والذي قاد ثورة التطوير الشامل للنادي ونجح في تطوير جميع منشآت النادي والنهوض بها وتوسيع ملعب كرة القدم ومدرجاته حتى أصبح النادي ينافس أكبر الأندية المصرية من حيث التجهيزات والخدمات، ثم جاء رئيس النادي مصطفى السامولي، ومن بعده جاء محمد الشافعي، ثم مصطفى السامولي مرة أخرة، وتم إستبعاده من قبل الجمعية العمومية وتعيين محمد الألفي النائب حتى إنتخابات أدت لفوز مصطفى الشامي وهو الرئيس حاليا.

## الألقاب والإنجازات
كأس الكؤوس الأفريقية
- الوصول إلى الدور ربع النهائي: 2003.[3]